# Paleotullbergia
Paleotullbergia is een geslacht van springstaarten uit de familie van Paleotullbergiidae en telt 1 soort.

## Taxonomie
- Paleotullbergia primigenia - Delamare Deboutteville, 1947